# Бутовичівка
Бутови́чівка — село в Україні, у Новопокровській селищній громаді Дніпровського району Дніпропетровської області. Населення — 116 мешканців.

## Географія
Село Бутовичівка розташоване на правому березі річки Комишувата Сура, вище за течією на відстані 1,5 км розташоване село Вільне, нижче за течією на відстані 3 км розташований смт Новопокровка, на протилежному березі — село Квітуче.

## Населення

### Мова
Розподіл населення за рідною мовою за даними перепису 2001 року:
| Мова                | Відсоток |
| ------------------- | -------- |
| українська          | 99,1 %   |
| інші/не визначилися | 0,9 %    |

## Інтернет-посилання
- Погода в селі Бутовичівка [Архівовано 7 червня 2016 у Wayback Machine.]

1. ↑  Рідні мови в об'єднаних територіальних громадах України — Український центр суспільних даних